# スティーヴ・リリーホワイト
スティーヴン・リリーホワイト（Stephen Lillywhite, CBE、1955年3月15日 - ）は、イギリスの音楽プロデューサー。1977年の活動開始以来、これまでにグラミー賞を5度受賞、500以上の作品に携わり、2012年には大英帝国勲章を受勲するなど、プロデューサーとして輝かしい実績をもつ。

## 来歴
1972年からポリグラムでテープ・オペレーターとして働き始める。ウルトラヴォックスのデモ音源をプロデュースしたことをきっかけに、ウルトラヴォックスが所属していたアイランド・レコードと契約しプロデューサーとしての活動を開始した。ニューヨーク・ドールズを始めとするニュー・ウェイヴ系のアーティストのプロデュースを務めるようになり、1978年に自身がプロデュースしたスージー・アンド・ザ・バンシーズのシングル「Hong Kong Garden」がヒット。
1980年代に入りピーター・ガブリエル、U2、シンプル・マインズ、ビッグ・カントリー、XTC、トーキング・ヘッズ、モリッシー、ローリング・ストーンズといった様々な有名アーティストの作品を手がけるようになり、その名を知られるようになる。1990年代からもモリッシーの作品に携わり、ラーズやトラヴィス、フィッシュ、デイヴ・マシューズ・バンドなどといったアーティストの作品のプロデュースを務めた。2000年代に入りデイヴ・マシューズ・バンドとは制作上の方向性の違いから袂を分かつが、レイザーライトやMGMT、マッチボックス・トゥエンティ、サーティー・セカンズ・トゥ・マーズなどの作品に参加した。2019年には日本のバンドとしては初となるLUNA SEAの作品を手がけた。